# 胡恭
胡恭（1432年—？），字克敬，浙江紹興府餘姚縣人，明朝政治人物。進士出身。

## 生平
天順三年（1459年）舉己卯科浙江鄉試第八十四名。天順八年（1464年）甲申科會試第二十五名，殿試登進士第二甲第四十一名。

## 家族
曾祖父胡思敏。祖父胡閏初。父亲胡寬。